# Odlewanie kokilowe

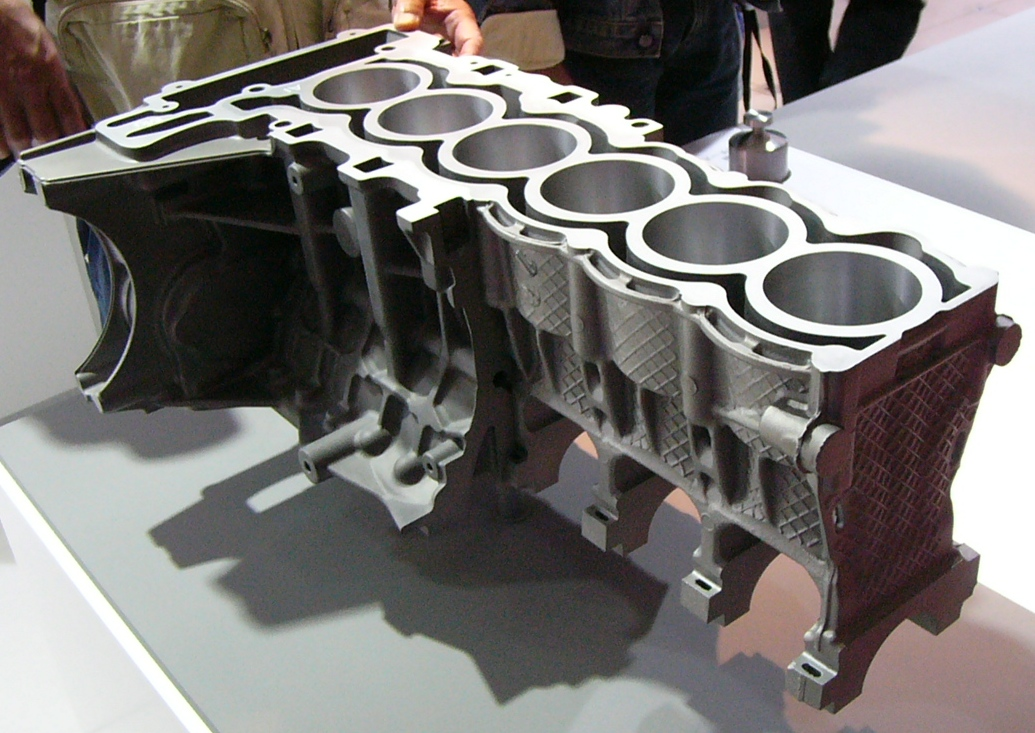
Odlew kokilowy korpusu silnika samochodowego ze stopu aluminium i magnezu

Odlewanie kokilowe – jedna z metod odlewania metali, polegająca na odlewaniu do metalowej formy trwałej (kokili). Wypełnienie formy następuje pod wpływem ciśnienia metalostatycznego ciekłego metalu. Właściwości tak otrzymanych odlewów są lepsze niż przy odlewaniu do form piaskowych z uwagi na większą dokładność wymiarową odlewu, mniejszą chropowatość powierzchni, lepsze właściwości mechaniczne. Odlewanie kokilowe stosuje się głównie do metali i stopów metali nieżelaznych, w szczególności do stopów cynku, miedzi, aluminium, ołowiu, pewteru i cyny. 
Wytwarzanie części metodą odlewania kokilowego jest względnie proste i nie wymaga tworzenia na nowo matrycy (formy). Dlatego jest ono szczególnie przydatne do wykonywanie małej i średniej wielkości odlewów w dużych ilościach (do około 20.000 sztuk). Powyżej tej ilości bardziej opłacalnym sposobem może być odlewanie ciśnieniowe. 
Odlewy kokilowe charakteryzują się dobrym wykończeniem powierzchni (według standardów odlewniczych) oraz wysoką jednorodnością materiału.